# Bilineární zobrazení
Bilineární zobrazení je pojem z oboru matematiky, přesněji z algebry, kterým se rozumí zobrazení, které je lineární v obou svých parametrech. Nejčastěji se jedná o zobrazení, které zobrazuje dva prvky vektorových prostorů opět na prvek nějakého vektorového prostoru, ale místo vektorových prostorů se může jednat i o moduly nad komutativním okruhem.
Typickým příkladem bilineárního zobrazení je maticové násobení. Zvláštním případem bilineárního zobrazení jsou bilineární formy.

## Formální definice
Pro vektorové prostory V, W a X nad stejným tělesem T je zobrazení
{\displaystyle B:V\times W\to X}
bilineárním zobrazením, pokud pro všechna {\displaystyle w\in W} je zobrazení
{\displaystyle v\mapsto B(v,w)}
lineární a pro všechna {\displaystyle v\in V} je lineární zobrazení
{\displaystyle w\mapsto B(v,w)}